# Karnapidásana

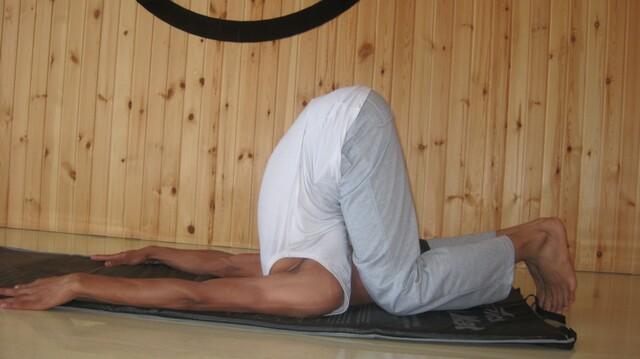
Karnapidásana

Karnapídasana (कर्णपीडासन) neboli „ušní tlak“ je jednou z ásan. 

## Etymologie
Název pochází ze sanskrtských slov karna uši, pida tlak  a asana (आसन) posed/pozice.

## Popis
- vstupní pozicí je halásana, kolena se pokrčí směrem k uším
- kolena by měla být na zemi vedle uší, paže nataženy opačným směrem, s dlaněmi taktéž na zemi
- vydržet 10 sekund